# Arno Babadžanjan
Arno Babadžanjan (arm. Առնո Բաբաջանյան, ruski: Арно Бабаджанян; Erevan, 22. siječnja 1921. - Moskva, 11. studenog 1983.) bio je armenski skladatelj i pijanist u vrijeme Sovjetskog Saveza.

## Životopis
Babadžanjan je rođen u Erevanu, glavnom gradu Armenije. Njegov otac Harutjun bio je iz Iğdıra u Turskoj. Već s pet godina pokazivao je izvanrednu glazbenu nadarenost, pa je skladatelj Aram Hačaturjan predložio njegovo glazbeno školovanje. Dvije godine kasnije, 1928., sa sedam godina Babadžanjan se upisao na Erevanski državno konzervatorij Komitas. Svoje školovanje nastavio je 1938. u Moskvi zajedno s Visarionom Šebalinom. Poslije toga se vratio u Erevan, gdje je, između 1950. i 1956., podučavao na kozervatoriju Komitas. U to vrijeme je, 1952., napisao Piano trio u fis molu. Skladba je dobila velike pohvale i smatrana je remek-djelom još od premijere. Nakon toga, Babadžjan izvodi koncertne turneje širom Sovjetskog Saveza i Europe. Za svoja djela imenovan je Narodnim umjetnikom Sovjetskog Saveza 1971. Kao skladatelj, Babadžanjan se bavio brojnim žanrovima te je pisao i popularne pjesme u suradnji s vodećim pjesnicima, među kojima su Evgenij Jevtušenko i Robert Roždestvenski između ostalih. Većina Babadžanjanovih skladbi ima korijen u armenskoj narodnoj glazbi i folkloru. Način na koji rabi armensku narodnu glazbu je u virtuoznom stilu Sergeja Rahmanjinova i Hačaturjana. Na njegov kasniji rad utjecali su Sergej Prokofjev i Béla Bartók. Babadžanjan je također bio i istaknuti pijanist te je na svojim koncertima izvodio i vlastite skladbe. Dmitrij Šostakovič nazvao ga je "briljantnim učiteljem klavira".

## Počasti
Babadžanjan je 1951. dobio Staljinovu nagradu za skladbu Herojske balade za klavir s orkestrom te Red crvene zastave rada.
Narodnim umjetnikom Armenske Sovjetske Socijalističke Republike imenovan je 1956., a Sovjetskog Saveza 1971. Dobitnik je dvije Državne nagrade SSSR-a (1951. i 1953.) i dvije Državne nagrade Armenske SSR (1967. i 1983.).